# Nimboa ressli
Nimboa ressli är en insektsart som beskrevs av H. Aspöck och U. Aspöck 1965. Nimboa ressli ingår i släktet Nimboa och familjen vaxsländor. Inga underarter finns listade i Catalogue of Life.